# Chamagne
Chamagne est une commune française située dans le département des Vosges, en région Grand Est.
Ses habitants sont appelés les Chamagnons. Ce nom est une francisation du lorrain-roman chaimaignons.

## Géographie

### Localisation

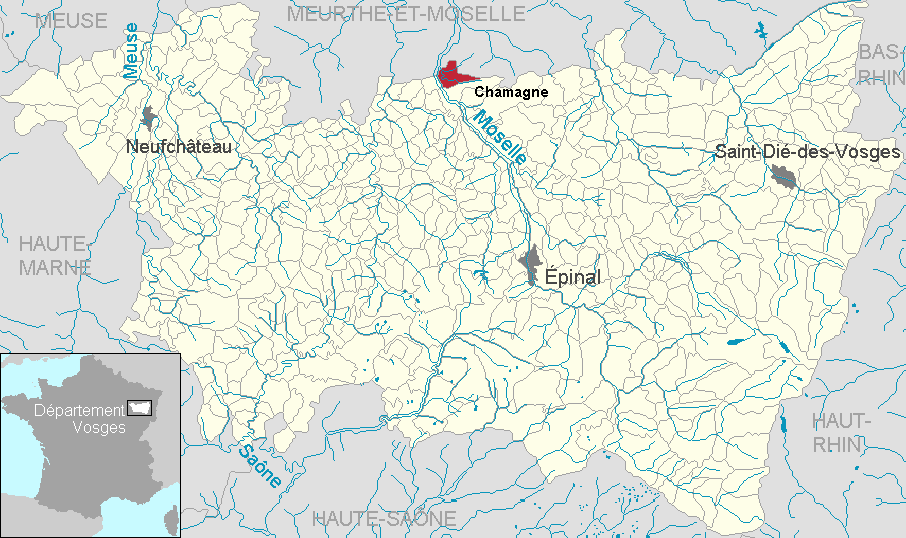
Localisation dans le département.

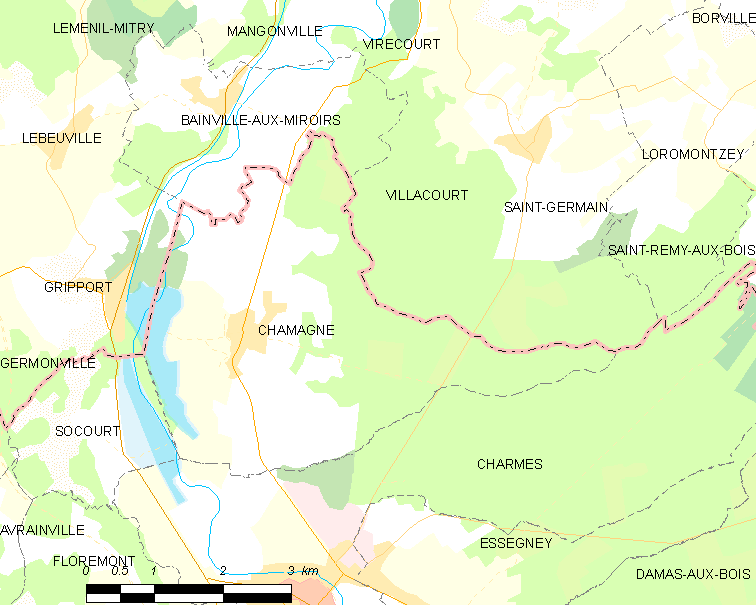
Situation géographique de Chamagne.

Chamagne est le dernier village traditionnel rural vosgien situé sur la rive droite de la Moselle avant que la rivière pénètre en Meurthe-et-Moselle. Socourt et Gripport lui font face sur la rive gauche.
Les habitations sont très groupées le long de la D 112 qui mène de Charmes à Bayon (village type lorrain). Le reste du territoire communal compte de nombreux étangs et 380 ha de forêts.

### Communes limitrophes
| Bainville-aux-Miroirs (Meurthe-et-Moselle) | Villacourt (Meurthe-et-Moselle) | Saint-Germain (Meurthe-et-Moselle) |
| Gripport (Meurthe-et-Moselle)              | Chamagne                        |                                    |
| Socourt                                    |                                 | Charmes                            |

### Géologie et relief

#### Sismicité
Commune située dans une zone 3 de sismicité modérée.

### Hydrographie et eaux souterraines
Hydrogéologie et climatologie : Système d’information pour la gestion des eaux souterraines du bassin Rhin-Meuse :
Territoire communal : Occupation du sol (Corinne Land Cover) ; Cours d'eau (BD Carthage),
Géologie : Carte géologique ; Coupes géologiques et techniques,
 Hydrogéologie : Masses d'eau souterraine ; BD Lisa ; Cartes piézométriques.

#### Réseau hydrographique
La commune est située dans le bassin versant du Rhin au sein du bassin Rhin-Meuse. Elle est drainée par la Moselle, le ruisseau du Grand Bief, le ruisseau de la Forêt, le ruisseau de la Varroie, le ruisseau du Genet et le ruisseau Pre Aux Bois,.
La Moselle, d’une longueur totale de 560 kilomètres, dont 315 kilomètres en France, prend sa source dans le massif des Vosges au col de Bussang et se jette dans le Rhin à Coblence en Allemagne.
Le ruisseau du Grand Bief, d'une longueur totale de 12 km, prend sa source dans la commune de Charmes et se jette  dans la Moselle à Bainville-aux-Miroirs, après avoir traversé trois communes.

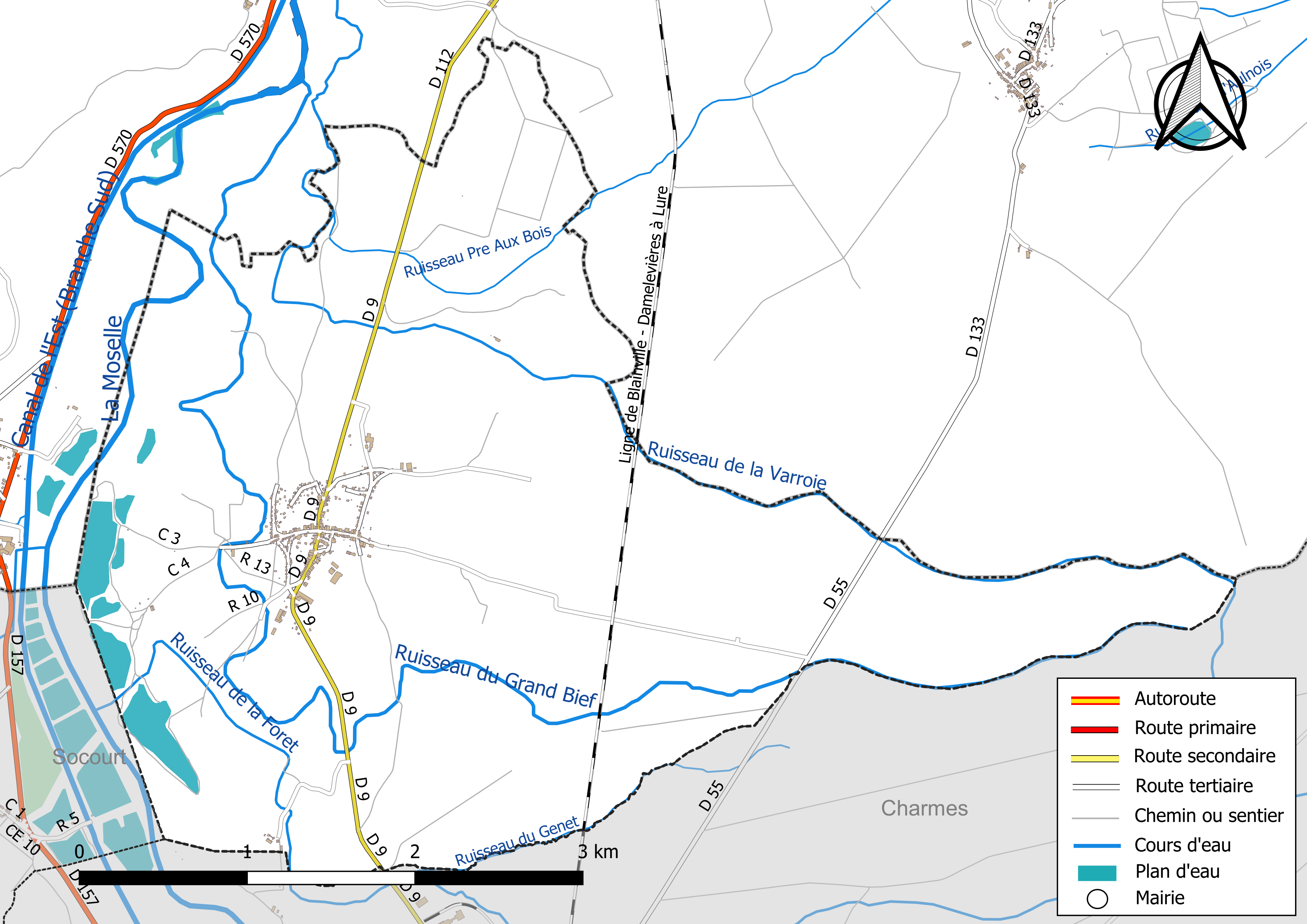
Réseaux hydrographique et routier de Chamagne.

#### Gestion et qualité des eaux
Le territoire communal est couvert par le schéma d'aménagement et de gestion des eaux (SAGE) « Nappe des Grès du Trias Inférieur ». Ce document de planification, dont le territoire comprend le périmètre de la zone de répartition des eaux de la nappe des Grès du trias inférieur (GTI), d'une superficie de 1 497 km2, est en cours d'élaboration. L’objectif poursuivi est de stabiliser les niveaux piézométriques de la nappe des GTI et atteindre l'équilibre entre les prélèvements et la capacité de recharge de la nappe. Il doit être cohérent avec les objectifs de qualité définis dans les SDAGE Rhin-Meuse et Rhône-Méditerranée. La structure porteuse de l'élaboration et de la mise en œuvre est le conseil départemental des Vosges.
La qualité des eaux de baignade et des cours d’eau peut être consultée sur un site dédié géré par les agences de l’eau et l’Agence française pour la biodiversité.

### Climat
Pour des articles plus généraux, voir Climat du Grand Est et Climat des Vosges.
En 2010, le climat de la commune est de type climat des marges montargnardes, selon une étude du Centre national de la recherche scientifique s'appuyant sur une série de données couvrant la période 1971-2000. En 2020, Météo-France publie une typologie des climats de la France métropolitaine dans laquelle la commune est exposée à un climat semi-continental et est dans la région climatique  Lorraine, plateau de Langres, Morvan, caractérisée par un hiver rude (1,5 °C), des vents modérés et des brouillards fréquents en automne et hiver. 
Pour la période 1971-2000, la température annuelle moyenne est de 9,7 °C, avec une amplitude thermique annuelle de 17 °C. Le cumul annuel moyen de précipitations est de 869 mm, avec 12,1 jours de précipitations en janvier et 9,7 jours en juillet. Pour la période 1991-2020, la température moyenne annuelle observée sur la station météorologique de Météo-France la plus proche, « Mirecourt-inra », sur la commune de Mirecourt à 16 km à vol d'oiseau, est de 10,4 °C et le cumul annuel moyen de précipitations est de 824,3 mm. 
La température maximale relevée sur cette station est de 39,5 °C, atteinte le 25 juillet 2019 ; la température minimale est de −19,5 °C, atteinte le 20 décembre 2009,,. 
Les paramètres climatiques de la commune ont été estimés pour le milieu du siècle (2041-2070) selon différents scénarios d'émission de gaz à effet de serre à partir des nouvelles projections climatiques de référence DRIAS-2020. Ils sont consultables sur un site dédié publié par Météo-France en novembre 2022.

## Urbanisme

### Typologie
Au 1er janvier 2024, Chamagne est catégorisée commune rurale à habitat dispersé, selon la nouvelle grille communale de densité à sept niveaux définie par l'Insee en 2022.
Elle est située hors unité urbaine et hors attraction des villes,.

### Occupation des sols
L'occupation des sols de la commune, telle qu'elle ressort de la base de données européenne d’occupation biophysique des sols Corine Land Cover (CLC), est marquée par l'importance des territoires agricoles (49,5 % en 2018), en diminution par rapport à 1990 (51 %). La répartition détaillée en 2018 est la suivante : 
forêts (35,9 %), prairies (35 %), terres arables (14,1 %), eaux continentales (5,8 %), milieux à végétation arbustive et/ou herbacée (5,6 %), zones urbanisées (3,3 %), zones agricoles hétérogènes (0,4 %). L'évolution de l’occupation des sols de la commune et de ses infrastructures peut être observée sur les différentes représentations cartographiques du territoire : la carte de Cassini (XVIIIe siècle), la carte d'état-major (1820-1866) et les cartes ou photos aériennes de l'IGN pour la période actuelle (1950 à aujourd'hui).

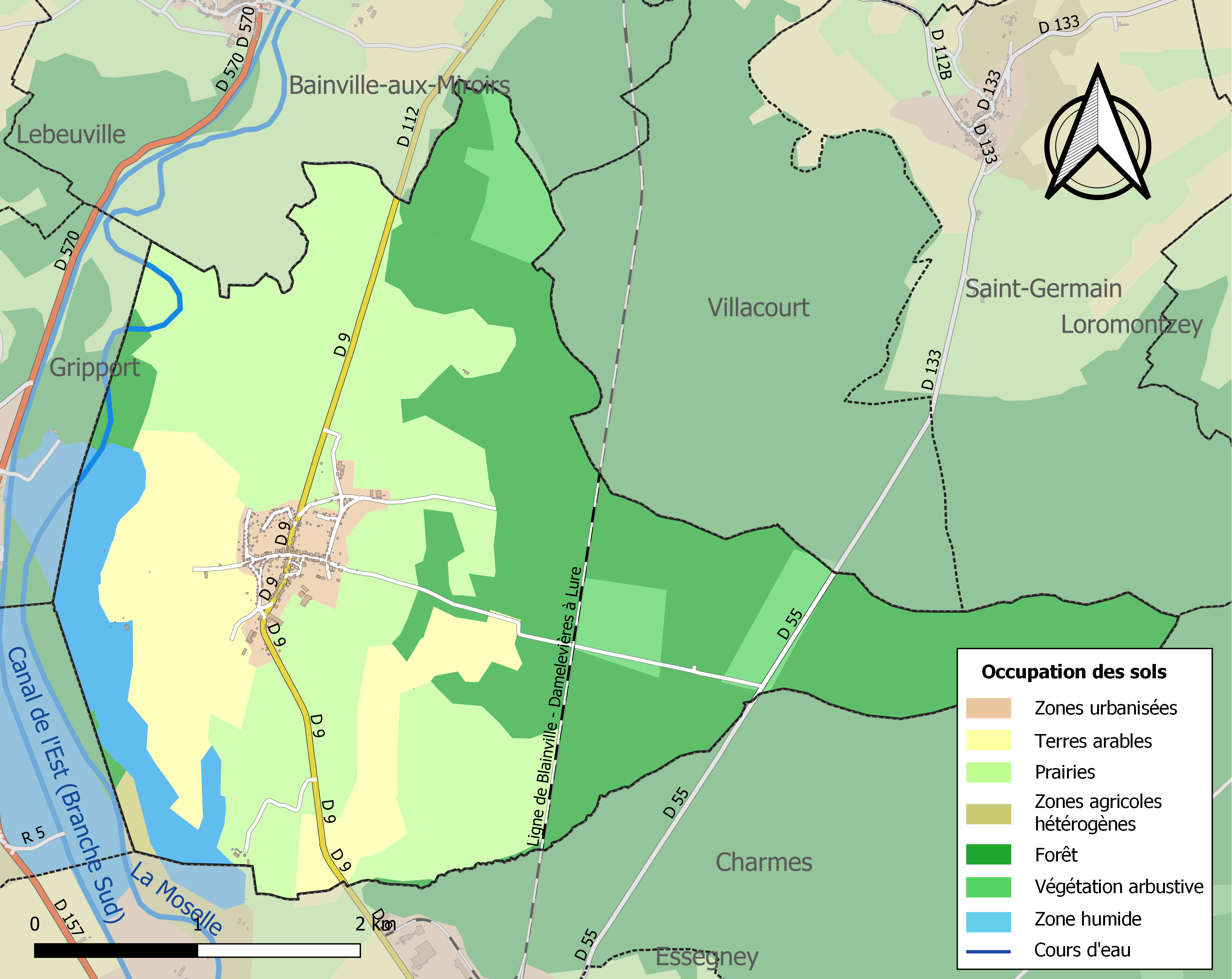
Carte des infrastructures et de l'occupation des sols de la commune en 2018 (CLC).

## Toponymie
Le nom de la localité est attesté sous les formes R. de Chemaines (1164) ; B. de Chemania (1174) ; R. de Chemannes (avant 1177) ; R. de Chemainnes (avant 1193) ; H. de Camenis (XIe ou XIIe siècle) ; Chamengne (1270) ; Chamegne (1271) ; Felice dite de Chamaingne (1284) ; Chameingne (1323) ; Challemaigne (1360) ; Chamagne (1402) ; Chamaigne (1417) ; Chamagnes (1449) ; Chamaingnes (1458) ; De Chamaingnis supra Mosellam (1479) ; Sciamagne in Lorena (1663) ; Camagne in Lorena, « chiesa di S. Dionisio de Camagne » (1670) ; Campus Agni (1768).

Certains relient le toponyme à un nom de personne gallo-romain, Camanius,. Xavier Delamarre y voit un nom d'origine gauloise, *Camania, qui serait, avec le suffixe celte -ia, le domaine de Caman(i)os (Camanos est un nom de personne celte attesté).

À noter aussi le gaulois cammano d'où provient le français chemin.

## Histoire
Chamagne existait déjà en l'an 1000. Le village et ses environs furent un fief templier,,.
Chamagne dépendait du bailliage de Charmes depuis 1751. Au spirituel, la commune dépendait du doyenné d’Épinal.
Au XIXe siècle, de nombreux Chamagnons étaient colporeurs.
L'église, rebâtie en 1734, et consacrée à saint Denis, saint Rustique et saint Eleuthère (dont le statues ornent le chœur), avec son Clocher à bulbe réalisé en 1822. Elle a bénéficié du soutien de la Fondation du patrimoine pour sa restauration.

## Politique et administration

### Budget et fiscalité 2022

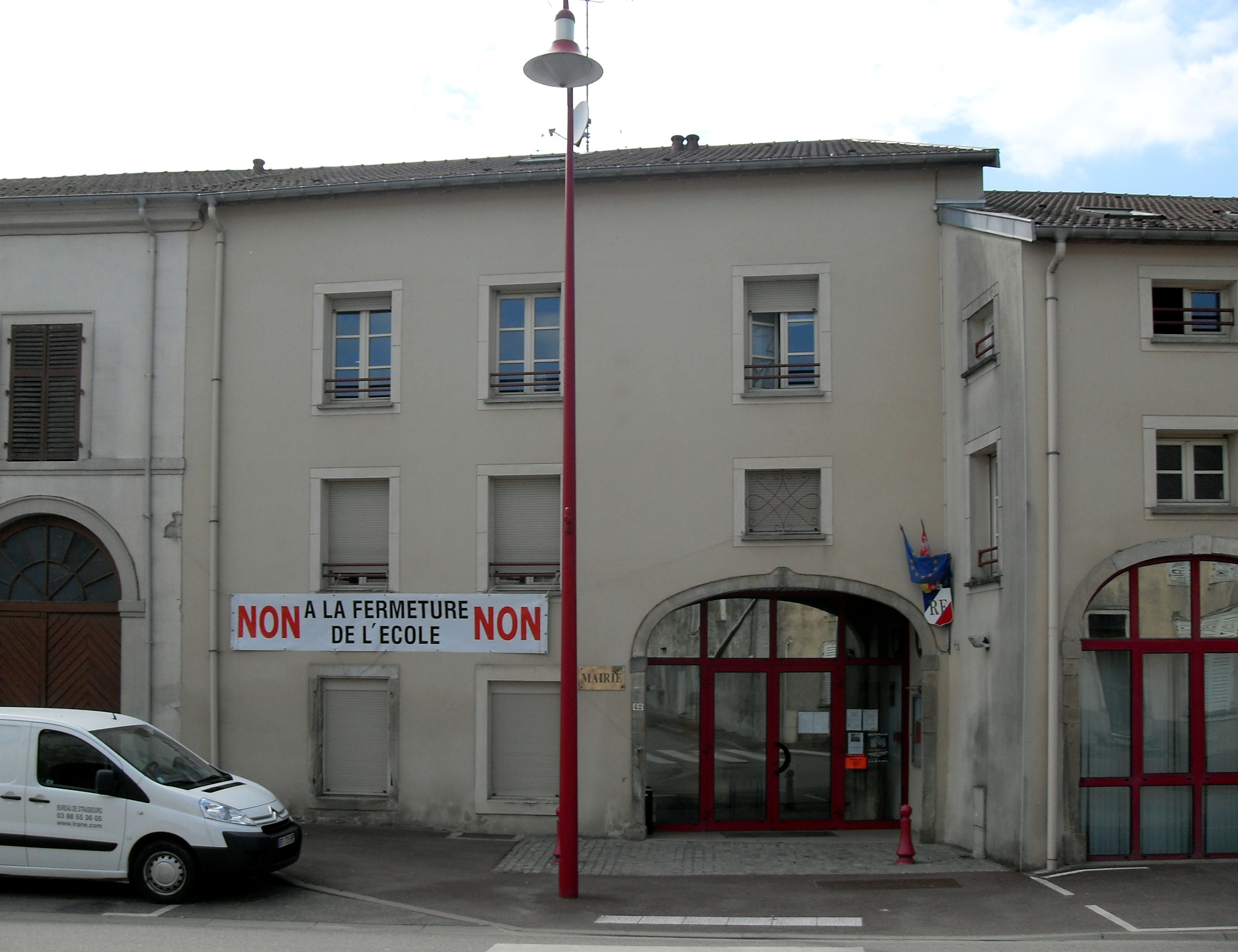
La mairie.

En 2022, le budget de la commune était constitué ainsi :
- total des produits de fonctionnement : 464 000 €, soit 977 € par habitant ;
- total des charges de fonctionnement : 329 000 €, soit 692 € par habitant ;
- total des ressources d'investissement : 131 000 €, soit 275 € par habitant ;
- total des emplois d'investissement : 220 000 €, soit 463 € par habitant ;
- endettement : 424 000 €, soit 892 € par habitant.

Avec les taux de fiscalité suivants :
- taxe d'habitation : 9,10 % ;
- taxe foncière sur les propriétés bâties : 34,96 % ;
- taxe foncière sur les propriétés non bâties : 12,52 % ;
- taxe additionnelle à la taxe foncière sur les propriétés non bâties : 0,00 % ;
- cotisation foncière des entreprises : 0,00 %.

Chiffres clés Revenus et pauvreté des ménages en 2021 : médiane en 2021 du revenu disponible, par unité de consommation : 24 480 €.

### Liste des maires
| Période                                  | Période  | Identité                       | Étiquette | Qualité                                                                  |
| ---------------------------------------- | -------- | ------------------------------ | --------- | ------------------------------------------------------------------------ |
| Les données manquantes sont à compléter. |          |                                |           |                                                                          |
| vers 1604                                |          | Nicolas Gellée                 |           | [ 32 ]                                                                   |
| vers 1634                                |          | Jean Gellée (Le Viel)          |           |                                                                          |
| vers 1664                                |          | Jean Gellée (Le Jeune)         |           |                                                                          |
| 1890                                     | 1904     | Auguste Nicot                  |           |                                                                          |
| 1904                                     | 1913     | Joseph Jacquel                 |           |                                                                          |
| 1913                                     | 1919     | Paul Carage                    |           |                                                                          |
| 1919                                     | 1935     | Joseph Bajolet                 |           |                                                                          |
| 1935                                     | 1942     | Just Jolain                    |           |                                                                          |
| 1942                                     | 1947     | Émile Guinot                   |           |                                                                          |
| 1947                                     | 1953     | Gustave Contal                 |           |                                                                          |
| 1953                                     | 1955     | Charles Balland                |           |                                                                          |
| 1955                                     | 1959     | André Pariset (1922-2018)      |           | Inspecteur SNCF                                                          |
| 1959                                     | 1977     | Jean Cargemel (1924-2018)      |           | Fermier                                                                  |
| 1977                                     | 1995     | Pierre Trousselard (1944-2022) |           | Boulanger                                                                |
| 1995                                     | 2008     | Gérard Pachot                  | DVD       |                                                                          |
| 2008                                     | 2020     | Marie-Christine Finot          | DVD       | Liste « Bien vivre à Chamagne »                                          |
| mars 2020                                | En cours | Stéphane Boeuf                 |           | Ingénieur et cadre technique d'entreprise. Liste « Chamagne autrement ». |

## Population et société

### Démographie

#### Évolution démographique
L'évolution du nombre d'habitants est connue à travers les recensements de la population effectués dans la commune depuis 1793. Pour les communes de moins de 10 000 habitants, une enquête de recensement portant sur toute la population est réalisée tous les cinq ans, les populations de référence des années intermédiaires étant quant à elles estimées par interpolation ou extrapolation. Pour la commune, le premier recensement exhaustif entrant dans le cadre du nouveau dispositif a été réalisé en 2006.

En 2022, la commune comptait 442 habitants, en évolution de −4,95 % par rapport à 2016 (Vosges : −2,96 %, France hors Mayotte : +2,11 %).
| 1793 | 1800 | 1806 | 1821 | 1831 | 1836 | 1841 | 1846 | 1856 |
| ---- | ---- | ---- | ---- | ---- | ---- | ---- | ---- | ---- |
| 486  | 530  | 560  | 588  | 594  | 628  | 654  | 643  | 611  |

| 1861 | 1866 | 1876 | 1881 | 1886 | 1891 | 1896 | 1901 | 1906 |
| ---- | ---- | ---- | ---- | ---- | ---- | ---- | ---- | ---- |
| 628  | 631  | 572  | 605  | 546  | 491  | 506  | 496  | 511  |

| 1911 | 1921 | 1926 | 1931 | 1936 | 1946 | 1954 | 1962 | 1968 |
| ---- | ---- | ---- | ---- | ---- | ---- | ---- | ---- | ---- |
| 454  | 369  | 392  | 372  | 377  | 385  | 342  | 353  | 340  |

| 1975 | 1982 | 1990 | 1999 | 2006 | 2011 | 2016 | 2021 | 2022 |
| ---- | ---- | ---- | ---- | ---- | ---- | ---- | ---- | ---- |
| 323  | 358  | 441  | 416  | 462  | 457  | 465  | 450  | 442  |

### Enseignement
Établissements d'enseignements :

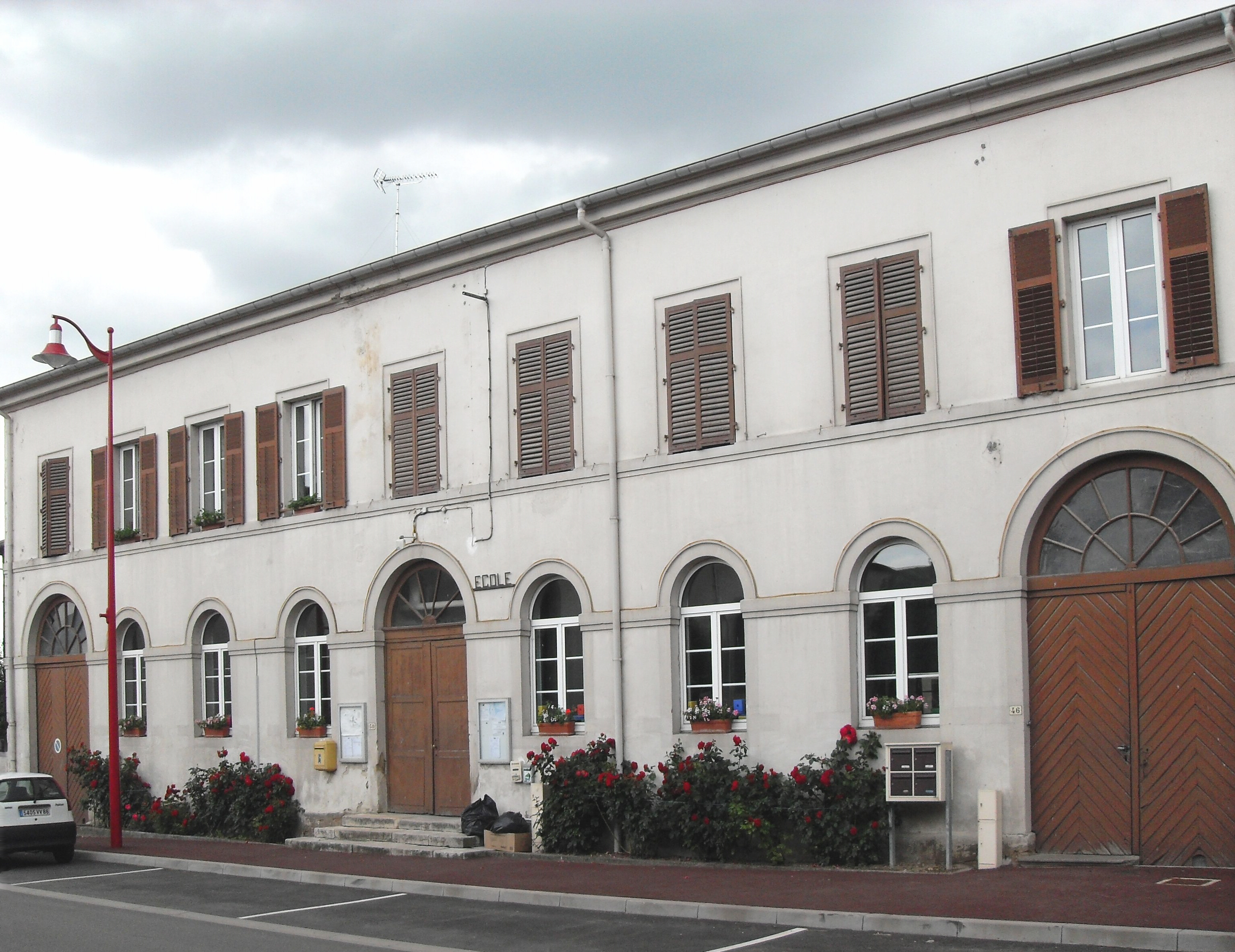
L'école.

- Écoles maternelles et primaires à Charmes, Bainville-aux-Miroirs, Essegney.
- Collèges à Charmes, Bayon, Châtel-sur-Moselle, Mirecourt, Vézelise.
- Lycées à Mirecourt, Thaon-les-Vosges, Dombasle-sur-Meurthe, Roville-aux-Chênes.

### Santé
Professionnels et établissements de santé :
- Médecins à Charmes, Bayon, Haroué.
- Pharmacies à Charmes, Bayon, Portieux, Haroué.
- Hôpitaux à Charmes, Châtel-sur-Moselle, Mirecourt.

### Cultes
- Culte catholique, Paroisse Saint-Nicolas-du-Haut-du-Mont[43], Diocèse de Saint-Dié.

## Économie

### Entreprises et commerces

#### Agriculture
- Élevage de vaches laitières.
- Sylviculture et autres activités forestières.

#### Tourisme
- Hébergements et restauration à Vincey, Mirecourt.

#### Commerces
- Commerces et services de proximité à Pulligny, Charmes, Mirecourt.

## Culture locale et patrimoine

### Lieux et monuments
- Église Saint-Denis vers 1730[44], avec son clocher à bulbe[45]

et son orgue de Jean-Nicolas Jeanpierre de 1859, transformé en 1893,,,,,.
Statue Pietà polychrome datant du XVIe siècle,.
3 cloches.
- Monument aux morts[54].
- La maison de Claude Gellée, dit Le Lorrain, fait l’objet d’un classement au titre des monuments historiques depuis le 12 juillet 1928[55].
- Ferme, élévation antérieure, pierre de fondation datée 1763[56],[57].

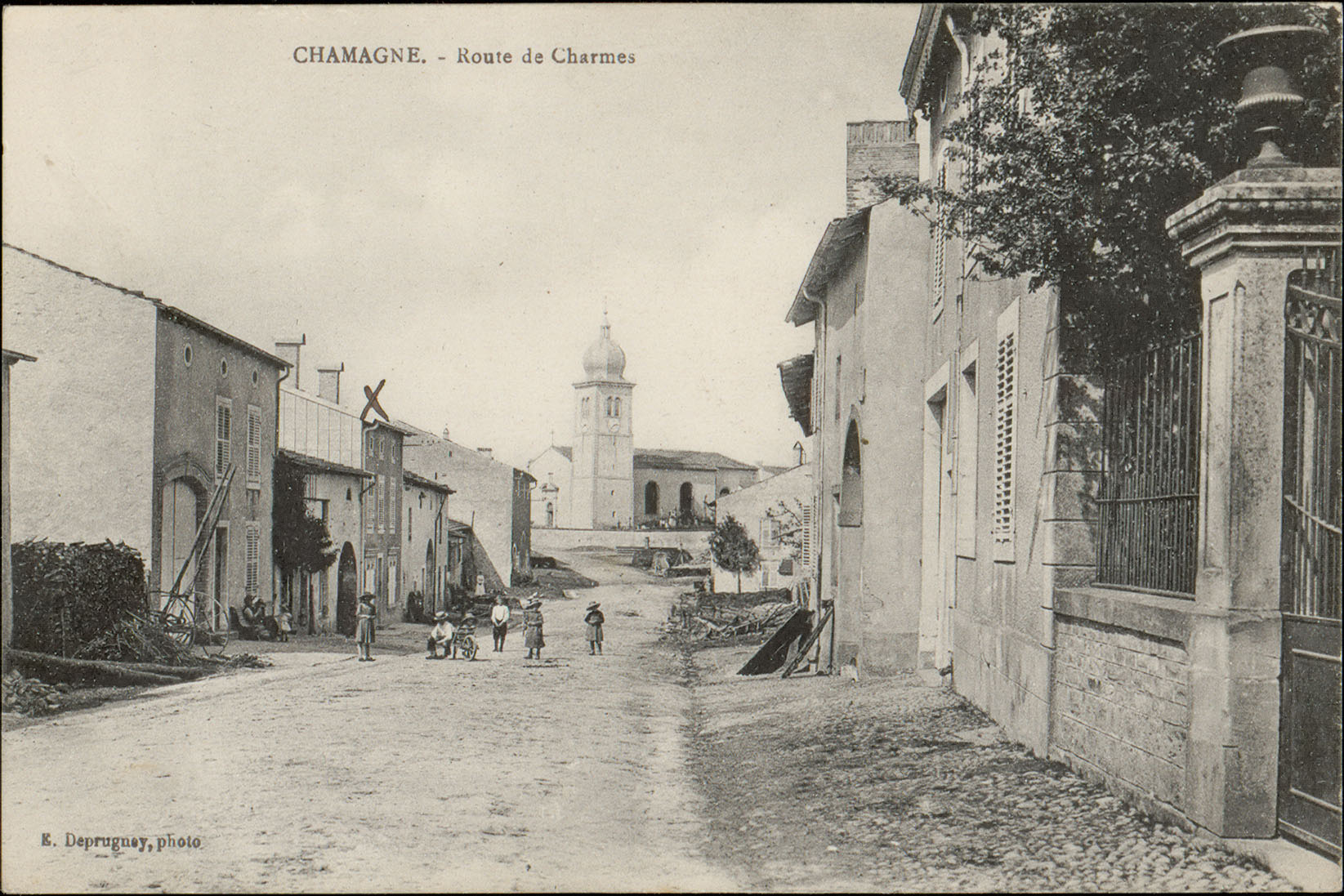
Carte postale ancienne de Chamagne.
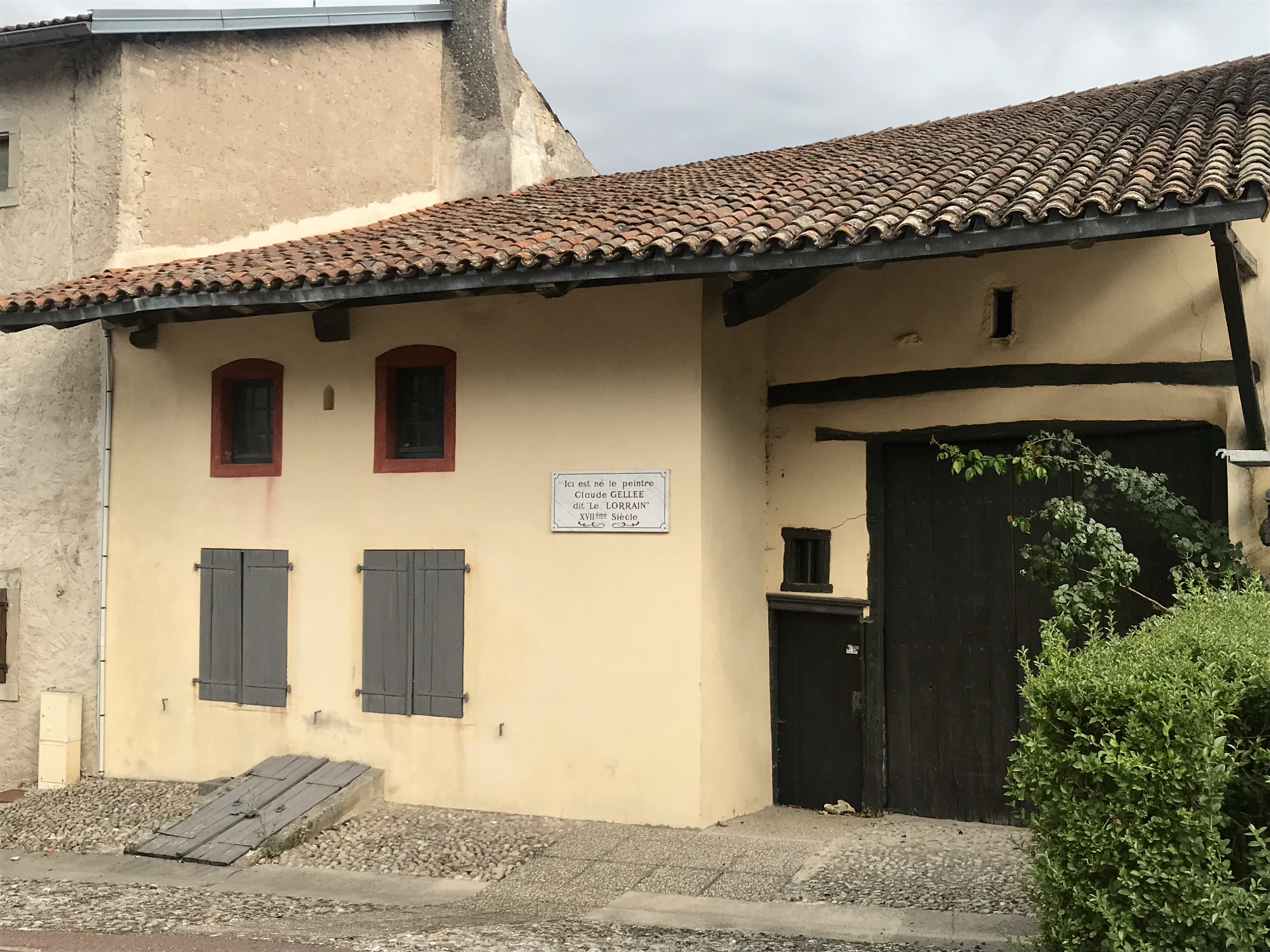
Maison natale de Claude Gellée, classée monument historique depuis 1928.
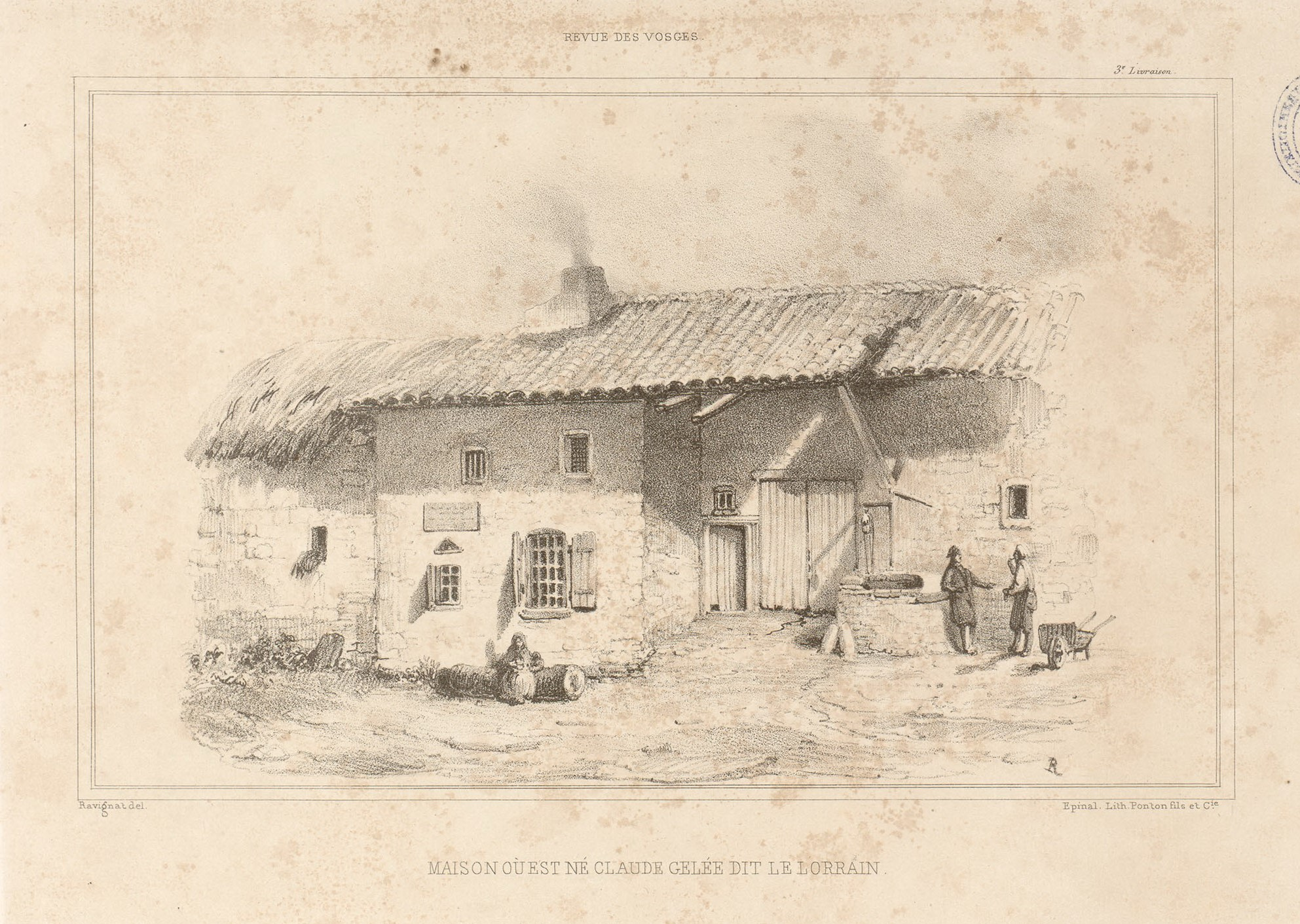
Maison où est né Claude Gelée dit le Lorrain.
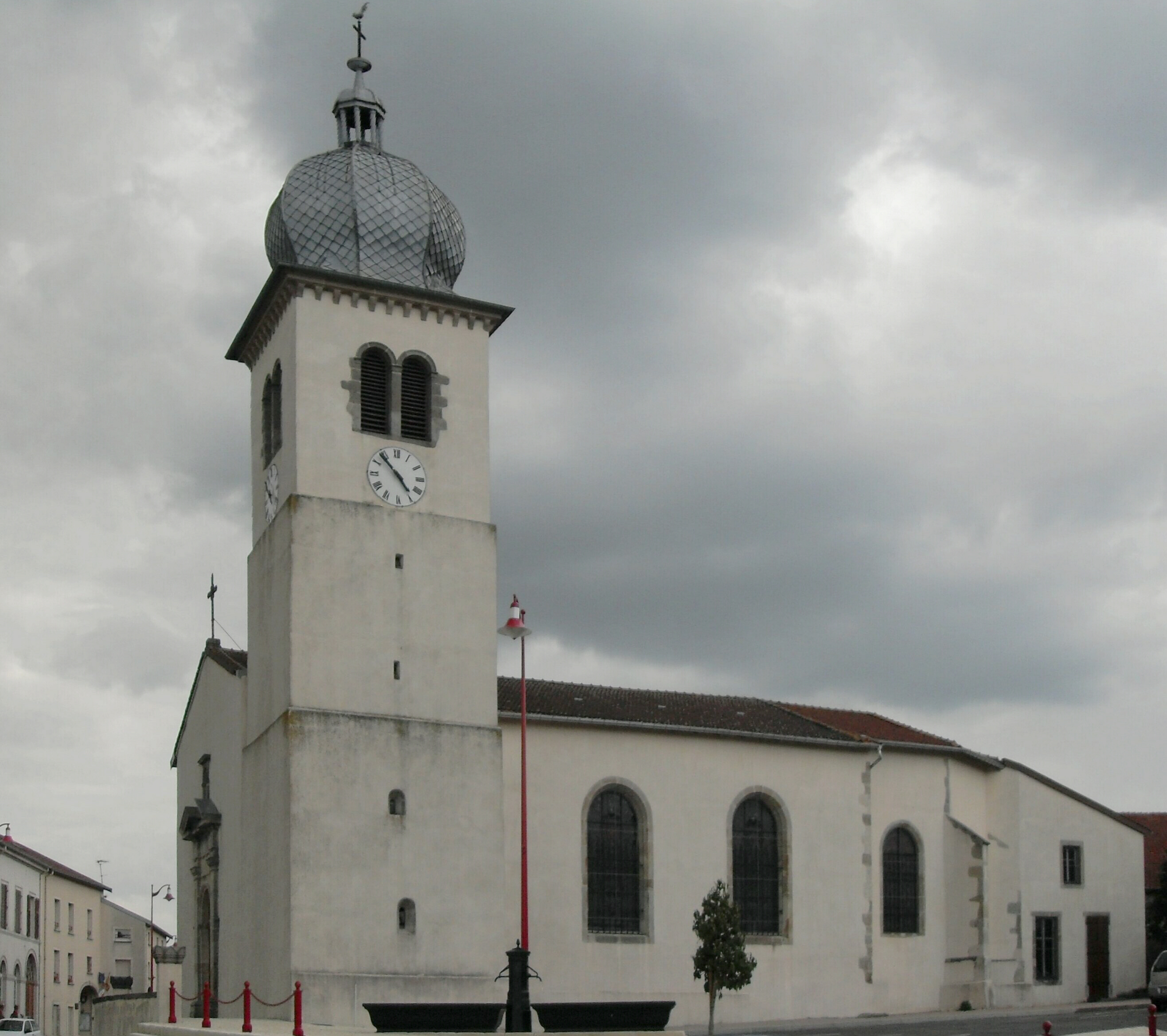
L'église Saint-Denis, côté sud.

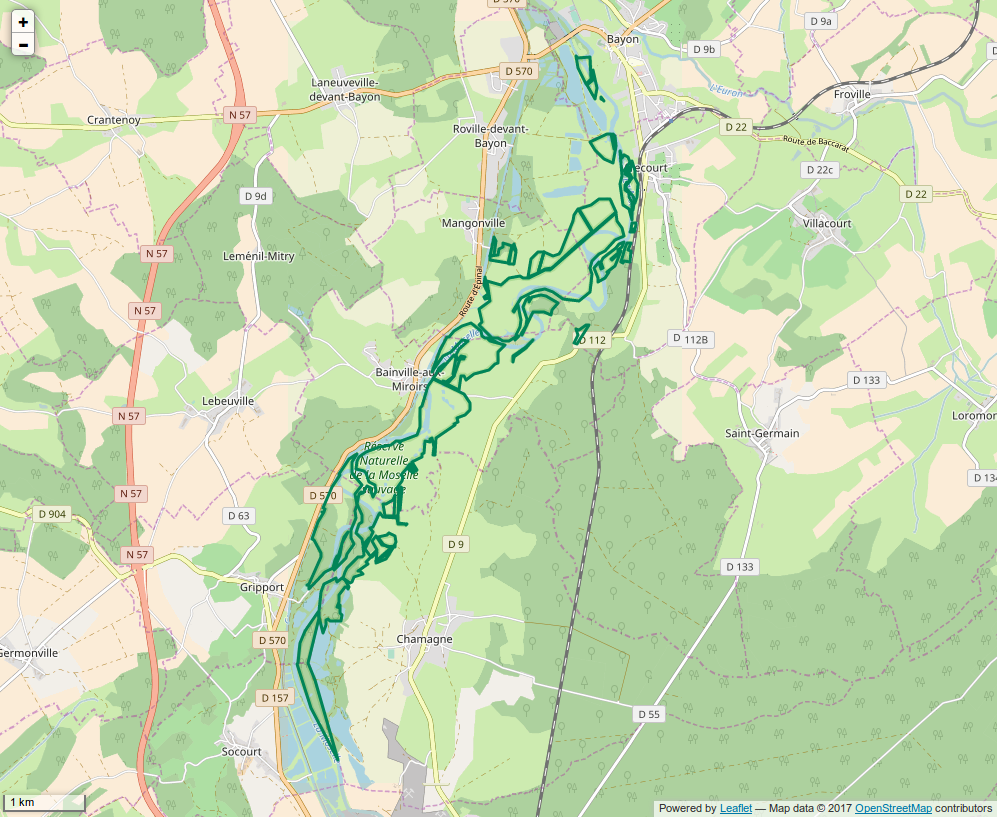
Périmètre Réserve naturelle régionale de la Moselle sauvage.

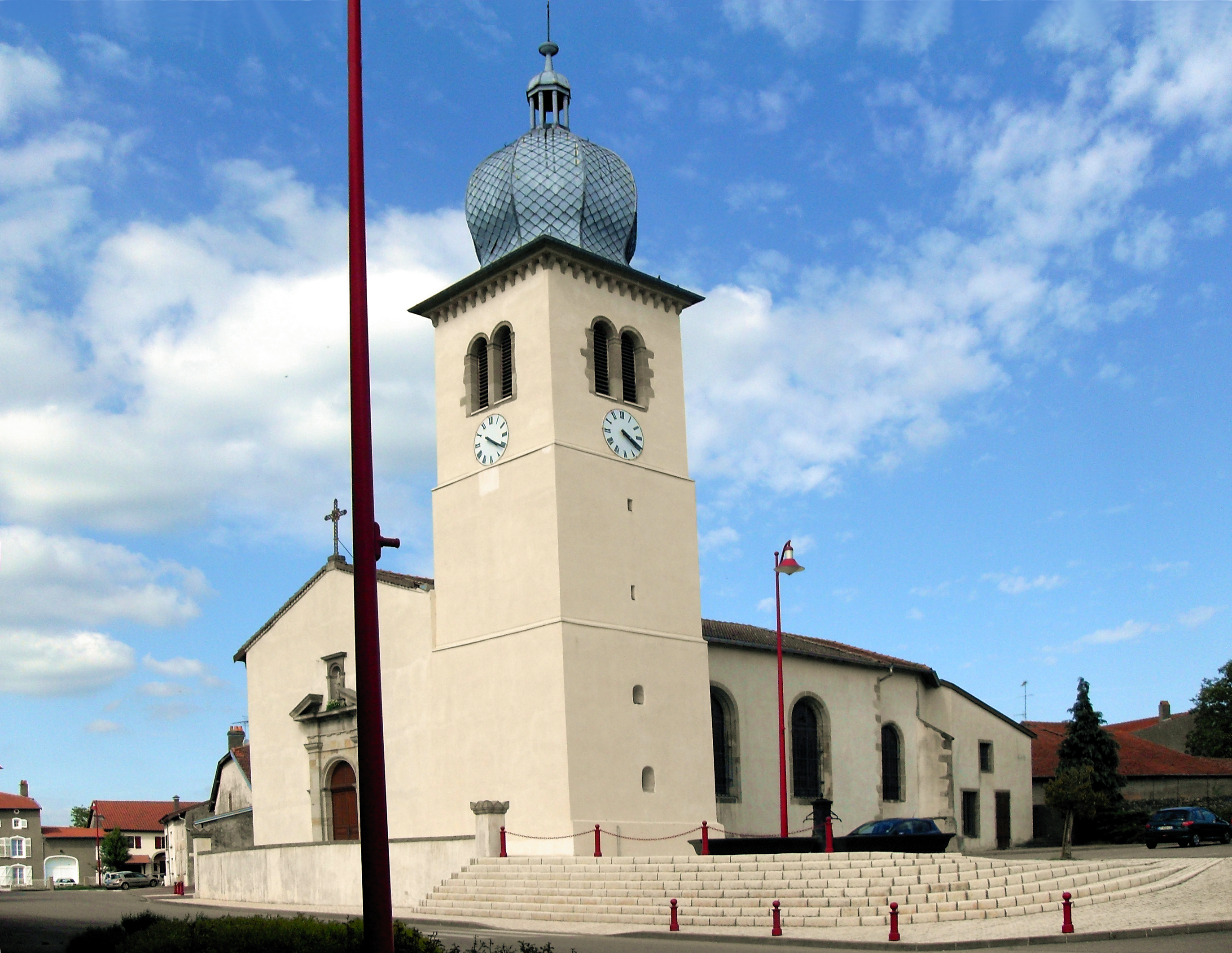
L'église Saint-Denis, côté sud-ouest.

### Patrimoine naturel
- Zone naturelle d'intérêt écologique, faunistique et floristique (ZNIEFF)[58].
- Réserve naturelle régionale de la Moselle sauvage[59].

#### Faune et flore
À l'initiative du maire Pierre Trousselard, le Castor d’Europe (Castor fiber), a été réintroduit sur le territoire de Chamagne. Cet animal peut s'observer sur les berges de la Moselle et dans certains étangs des anciennes gravières de la commune.

### Personnalités liées à la commune
- Malhortie, capitaine vers 1475 du duc René II[62].
- Nicolas de Chamagne, maître-maçon (= architecte) qui construisit notamment l'Hôtel de Martigny à Nancy, en 1621[63].
- Claude Gellée, dit "le Lorrain"[64]. Il est aussi surnommé "Claude" en Grande-Bretagne. Peintre paysagiste baroque, né à Chamagne en 1600, mort à Rome en 1682 où il a effectué la majorité de sa carrière. La maison natale du peintre, habitat lorrain typique, est ouverte au public en été.
- Alice Jouenne (1873-1954), enseignante et militante socialiste.
- Le lieutenant-colonel Jacques Royal[65] revint s'établir à Chamagne à sa retraite ; il y sera adjoint au maire de 1959 à 1977[66]. Quatrième de ses huit enfants, Ségolène Royal  fréquenta le collège de Charmes et poursuivit ses études à Épinal puis à Nancy.
- Ségolène Royal (1953 -), femme politique, a résidé dans la commune dont sa famille est originaire.

### Héraldique, logotype et devise
| Blason | Blasonnement : D’azur à un livre ouvert d’argent chargé sur la page senestre d’un C antique de gueules, traversé d'un bâton de pèlerin d’or mis en bande ; au chef cousu de gueules chargé d’un alérion d’argent accosté à dextre d’un croissant montant d’or et à senestre d’un besant du même. Commentaires : Le blason a été créé en 2000. Le livre et le bâton évoquent les colporteurs. L'alérion représente la famille Gellée, le croissant et le besant rappellent des seigneurs du lieu. |

#### Blason populaire
Comme il est dit à la section Histoire, le village comptait de nombreux colporteurs au XIXe siècle. Ils vendaient, entre autres choses, des contes illustrés par l'imagerie d'Épinal. Dans le langage populaire de l'époque, un conte s'appelait «une fiauve» (fable) francisé en «mentrie» (menterie). Tout naturellement, les habitants ont été surnommés «les mentous» : les menteurs puisqu'ils colportaient des menteries.
Chamagne faisait aussi l'objet de plusieurs citations peu flatteuses : il est comme les chevaux de Chamagne, il court vite... En descendant ! Ou lorsqu'un guérisseur ne parvenait pas à soigner un malade, il disait à son sujet : il est comme les chamagnons, il a le cœur à droite, !

## Pour approfondir